# HΛL
HΛL（台灣譯為駭物樂團）是一個日本樂團，以卓越的電子混音的表現而負有盛名，尤其以他們為濱崎步、小事樂團、鈴木亞美等歌手的專輯編曲。

## 成員
- 梅崎俊春 - 鍵盤、吉他（1963年1月4日─）
- 清水武仁（1966年10月28日─）

過去成員
- HΛLNA - 主唱（本名：濱田春菜、1980年2月7日─）
- 佐藤あつし - 音樂、鍵盤（本名：佐藤厚、1966年5月7日─）
- 中野雄太

## 發行作品
以下仅列出HΛL以HΛLNA为主唱所发行的作品

### 單曲
- DECIDE（2000年10月25日）
- Save Me（2001年1月11日）
- SPLIT UP（2001年3月28日）
- ☆the starry sky☆（2001年5月23日）
- al di la（2002年4月17日）
- I'll be the one（2002年6月19日）
- ONE LOVE/A LONG JOURNEY（2002年8月16日）

### 專輯
- Violation of the rules（2001年8月29日）
- As long as you love me（2002年8月28日）
- SINGLES（2003年2月26日）

### DVD
- Greatest HΛL Clips - chapter one -（2002年4月17日）
- ONE（2002年8月28日）

## 外部連結
- HΛL日本官方網站（页面存档备份，存于）